# Xã Omphghent, Quận Madison, Illinois
Xã Omphghent (tiếng Anh: Omphghent Township) là một xã thuộc quận Madison, tiểu bang Illinois, Hoa Kỳ. Năm 2010, dân số của xã này là 2.381 người.